# USFA Ouagadougou
Nezaměňovat s jiným burkinafaským fotbalovým klubem US Ouagadougou.
USFA Ouagadougou (oficiálním názvem Union Sportive des Forces Armées) je fotbalový klub z města Ouagadougou v Burkině Faso. Byl založen roku 1962 a hraje na Stade de l'USFA s kapacitou 9 000 míst. Soutěží v burkinafaské nejvyšší lize. Klubové barvy jsou červená a modrá.
V minulosti nesl název Association Sportive des Forces Armées Voltaďques (ASFAV), Association Sportive des Forces Armées Nationales (ASFAN) a Union Sportive des Forces Armées Nationales (USFAN).

## Úspěchy
- 7× vítěz 1. burkinafaské ligy: 1969, 1970, 1971, 1984, 1987, 1998, 2000[2]
- 3× vítěz Coupe du Faso (burkinafaský pohár): 1968, 2002, 2010[3]
- 6× vítěz burkinafaského Superpoháru: 1997/98, 1999/00, 2009/10[4]